# Дубовенька
Дубовенька — хутір у Шебекинському районі Бєлгородської області.

## Географія
Дубовенька розташована за 1 км на південь від села Булановка. Складається із однієї вулиці, забудованої з південного боку. На південь від хутора протікає струмок.

## Населення
| 2002 | 2010 |
| ---- | ---- |
| 20   | ↘14  |